# Cyclaspis exsculpta
Cyclaspis exsculpta är en kräftdjursart som beskrevs av Sars 1886. Cyclaspis exsculpta ingår i släktet Cyclaspis och familjen Bodotriidae. Inga underarter finns listade i Catalogue of Life.